# IDA Service
IDA Service er et dansk rengøringsbrand. Indtil 1. oktober 2010 var IDA Service A/S en servicevirksomhed med hovedsæde i Aalborg. IDA Service A/S var ejet af OKF Holding A/S indtil 1. oktober 2010, hvor virksomheden blev opkøbt af Compass Group Danmark A/S.
IDA Service A/S havde i regnskabsåret 2009 en omsætning på 460,545 mio. kr. og et nettoresultat på 7,625 mio. kr. Det gennemsnitlige antal medarbejdere var 948 (2009).
IDA service var leverandør af en række services bl.a. rengøring og kantinedrift.